# Csocsó

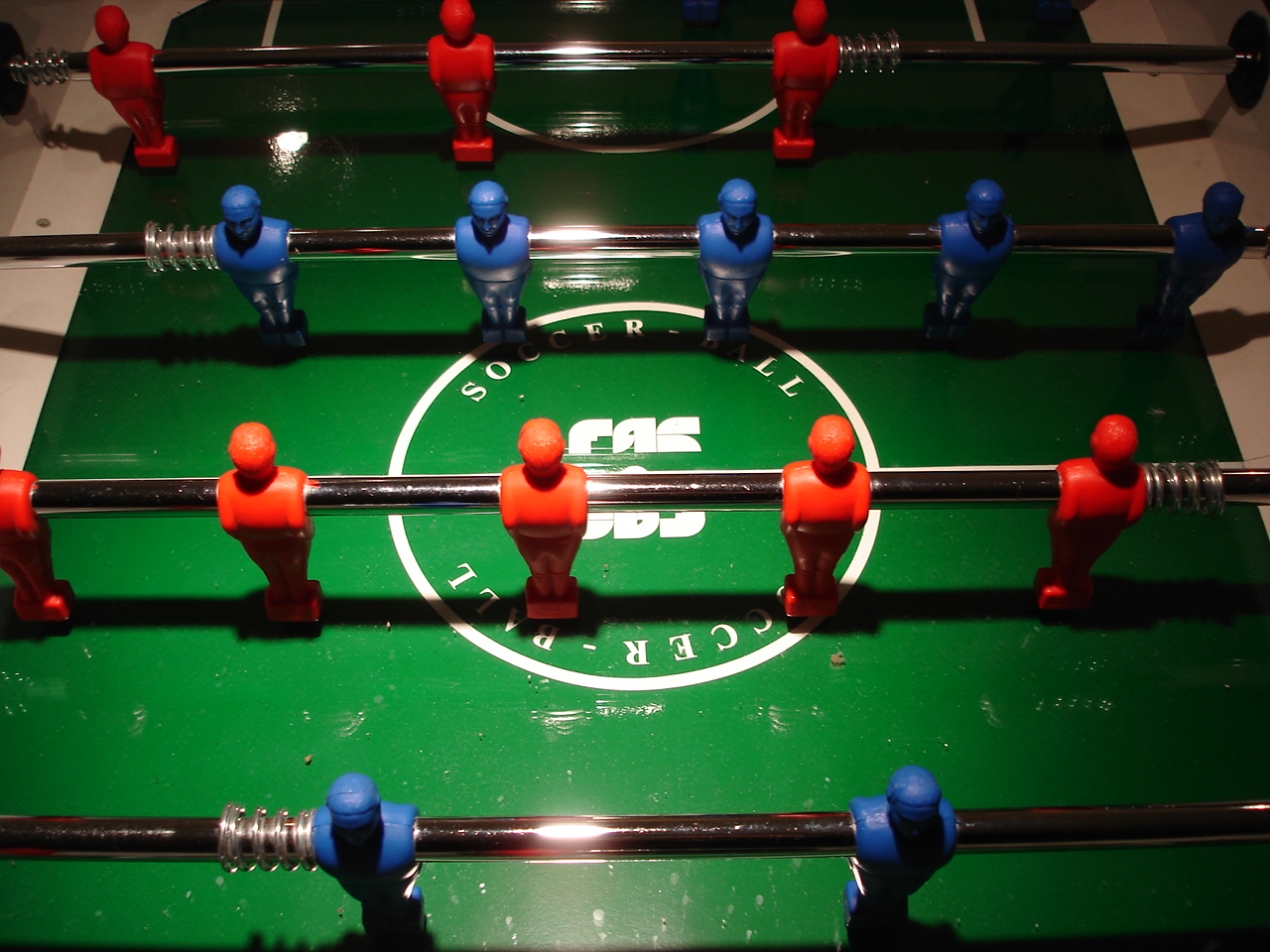
FAS márkájú csocsó asztal.

A csocsó egy asztalon játszott labdajáték. Nagy népszerűségre tett szert az utóbbi években; megjelent a szórakozóhelyeken, munkahelyeken, közösségi eseményeken, fesztiválokon.

## A csocsó története

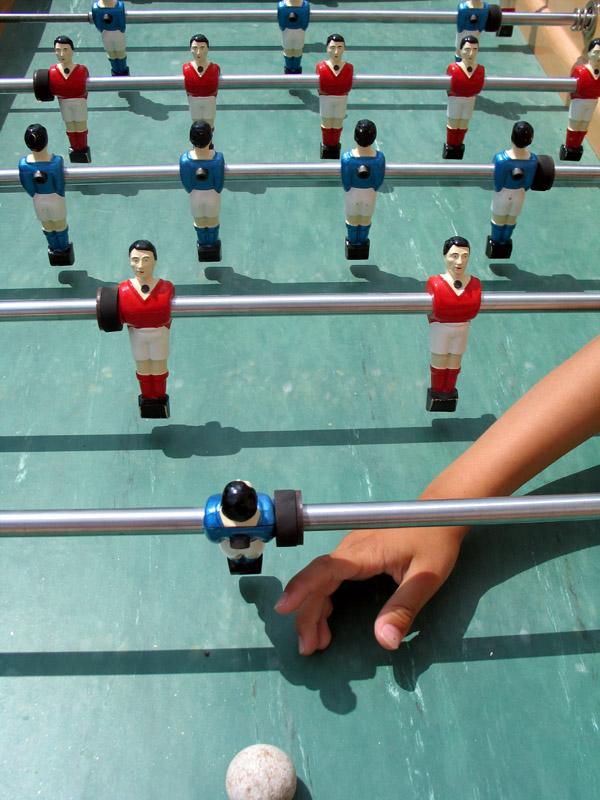
Bonzini stílusú asztalifoci

## A csocsó szó eredete
Felhevült állapotban, például egy rendkívül intenzív csocsómeccs közben a játékosok sokszor felkiáltanak örömükben vagy csalódottságukban. Az ez az, vagy az angol „yes” hosszan ejtett változatai teljesen általánosak gólok után, de a német nyelvterületen a stabil, egymásután gólt szerző játékosokra gyakran használják a „machine” szót, míg a francia nyelvterületről érkező versenyzők száját nem ritkán hagyja el az „oui monsieur„, illetve a „p**ain” káromkodás.
Vagyis, felhevült állapotban, a siker kivetüléseként gyakran használunk mindenféle szavakat, és a csocsesz szleng alapvetően két jelentése is alkalmas ennek kifejezésére a Magyar szlengszótár szerint. Az egyik a csoda/csodás jelentés. A másik a viszlát – ez a ciao/csao eltorzított változata -, amit sokszor használunk gúnyosan az ellenfelünkre, lezárva a mérkőzést, egyben elküldve őt az asztaltól. A fentieket nem a kisujjamból szoptam ki, hanem az e-nyelv oldalán találtam, ami erre az index fórum hivatkozásra mutat, és ez a magyarázat – jobb nem lévén – akár helytálló is lehet.

## A csocsó, mint sportág eredete
A sportágról – ami itthon hivatalosan csak szabadidős tevékenység – többféle teória is létezik. A különböző történeteket három irányba lehet szétszálazni, de teljesen pontos források nem állnak rendelkezésre. Az 1900-as évek elején még közel sem követték annyira közelről a sportágat, mint manapság, ezért akár bármelyik és mindegyik egyszerre is igaz lehet. Az sem teljesen egyértelmű, hogy mit nevezünk csocsónak, illetve, hogy mi fér bele pontosan a sportágba, erre akkor fogtok rádöbbenni, amikor a különböző eredetszálakat jobban kifejtem.
Előtte azonban teszünk egy rövid kitérőt, hiszen a szervezett, nagypályás labdarúgást valamikor az 1860-as években találták ki. Az biztos, hogy ennél később találták fel a csocsót, valamikor az 1890-es években. Valójában persze mindenki a labdarúgást akarta átültetni olyan formába, amely otthoni körülmények között, beltérben is játszható, így születtek társasjátékok is labdarúgás témában. Az amerikaiak azt állítják, hogy az első, csocsóasztalhoz köthető szabadalmat az USA-ban jegyezték be, valamikor 1901 körül, de erről semmilyen hiteles, ezt érdemben megerősítő forrást nem találtam. Általános vélekedés szerint inkább Nyugat-Európához köthető a sportág, így jöjjenek az ide kapcsolódó eredettörténetek. Induljunk délről, Spanyolországból!

## A csocsó eredete: a spanyol vonal
Az egyik lehetséges irányzat a spanyol vonal, ami Alexandre – eredeti néven Alexandre Campos Ramírez – de Finesterre nevéhez köthető, aki egy távírókezelő volt, ugyanis 1930-as években még létezett ez a foglalkozás. Az ő nevéhez fűződik az 1937-re datált szabadalom, amit Spanyolországban jegyeztek be, de a spanyol polgárháború zűrzavaros éveiben az ezt tanúsító papírok elvesztek. Többféle teória is szól arról, hogy ez hogyan történt, egyesek szerint egy hajóúton áztak el és semmisültek meg az iratok. Később Alejandro összeállt Francisco Javier Altunaval, hogy gyártásba kerüljön a szabadalom alapján az asztal, de különböző kétes elemek, többek között állítólag a maffia, ezt meghiúsították, haszonszerzés reményében.
Alexandre a szabadalmában még fútbolin néven hivatkozik a sportszerre. Spanyol nyelvterületen a mai napig így hívják a játékot, eltekintve egy-két dél-amerikai országtól, ahol a metegol és variánsai használatosak. Ennek az oka az, hogy 1937-ben Alexandre elhagyta Spanyolországot és csak a Franco diktatúra bukásával, 1976-ban tért vissza az országba. A köztes időben pedig bejárta Latin-Amerikát, népszerűsítette és tökéletesítette találmányát.

###### Alexandre De Finisterre
Fontos megemlíteni, hogy a lenti képen Alejandro egy two-legged, vagyis egy villáslábú, „csónak” testű csocsóasztal mellett áll. Ez a játékstílus 2023 óta hivatalosan elismert a nemzetközi szövetség – az ITSF – által is. Ennek ellenére eléggé távol áll attól a játékfelfogástól, amit Magyarországon – vagy éppen Európa nagyobb részén – megszokhattatok. Itt ugyanis egy villás lábbal lehet a labdát befogni, illetve elrúgni, és külső szemlélő számára inkább csapkodásnak tűnik a játék, sem mint szervezettnek.

## A csocsó eredete: az angol vonal
Egy másik lehetséges forgatókönyv szerint a csocsóasztal megalkotása Edwin Lawrence nevéhez köthető, aki 1913-ban hozta létre a sportszert, Ennek ellenére Harold Searles Thornton az, akihez ilyen jellegű szabadalom köthető, vagy legalábbis ő volt az első angol, aki benyújtotta 1923-ban az Angol Szabadalmi Hivatalba a szabadalmi kérelmét. Még a védjegy számát is tudjuk: 205,991. Erről egy kép is született, ami az asztal felépítését taglalja, és ez alapján rendkívül sok a hasonlóság a mai modern és a korabeli asztalok között. Vicces érdekesség, hogy Harold azért készítette az első csocsóasztalt, mert a Tottenham Hotspurs fanatikus rajongója volt, és szerette volna valahogyan áthelyezni a labdarúgást, mint játékot, beltérbe. Az ötletet a gyufásdoboz gyufái és az azt körülölelő doboz adta, így az első csocsóasztal pontosan ekkora méretben készült el.

###### Harold Searles Thornton által levédetett asztal
További furcsaság, hogy mivel az angol soccer szó a labdarúgásra vonatkozik, ennek az asztali változata logikusan table-soccer lenne, és a mai napig emlegetik is így a sportágat. Ennek ellenére az USA-ban a foosball kifejezés honosodott meg, aminek nincs köze az ottani football szóhoz, ami nagyjából a rögbi megfelelője. Az eredete valamikorra a II. világháború utánra tehető, amikor az amerikai katonák Németországból az újhazába szállítottak csocsóasztalokat. A németek fußball szavából pedig megszületett a foosball szó, ami az 1950-es években még inkább elterjedt annak köszönhetően, hogy Lawrence Patterson – aki egy Nyugat-Németországban állomásozó katona volt – Deutsche Meister asztalokat importált az USA-ba, Németországból.
A sors iróniája, hogy az Egyesült Királyságban versenyszinten manapság az amerikai Tornado asztalait használják – az olasz Garlando asztalgyártó termékei mellett -, így tulajdonképpen a kör bezárult és visszajutottunk Amerikából Angliába.

## A csocsó eredete: francia vonal
A francia vonal nem máshoz, mint Lucien Rosengarthoz volt köthető, aki egy autóipari mérnök és üzletember is volt egyben. Sőt, Rosengart néven 1927-től kezdve autókat is gyártottak, egészen 1951-ig. Ennek ellenére Lucien Rosengart nevét leginkább a Peugeot és a Citroen autógyárhoz köthetjük. De mi a kötődése a csocsóhoz? Állítólag az asztalt családjának, pontosabban az unokáinak tervezte, hogy azok, amikor unatkoznak, el tudják magukat foglalni. Ez valamikor az 1930-as években történhetett, ahogyan azt a belga magazin, a Le Soir illustré állította, még 1979-ben, a 2471. szám 26. oldalán.
Ennek az eredetszálnak a megalapozására azt szokták érvként felhozni, hogy Lucien nagy feltaláló volt, nevéhez köthető például a korai biztonsági öv vagy a háború alatt kifejlesztett tüzérségi gránát, ami a levegőben robbant fel. Vagyis, ha ilyen modern találmányok fűződnek a nevéhez, miért ne lehetne a csocsóasztal egyik feltalálója is egyben?

###### a csocsó egyik feltalálója, Lucien Rosengart
Francia sajátosság, hogy a nemzet a csocsóra nem a table-soccer vagy a foosball szavakat használja, hanem a babyfootot, ami állítólag szintén Lucien Rosengarttól származik. Szintén érdekes színfoltja a történetnek, hogy jelenleg is árulnak Rosengart néven csocsóasztalokat, ez azonban nem francia, hanem szlovák eredetű, és alapvetően Szlovákiában és Csehországban rendeznek rajta versenyeket.
A másik irányvonal Paul Bonzini nevéhez köthető, aki Párizs mellett, 1927-ben alapította meg a ma is működő Bonzini vállalatot. Bútorokat, konyhaszekrényeket gyártott, majd a szórakoztatóipar felé fordulva 1936-ban legyártotta az első Bonzini csocsóasztalt. Ma a Bonzini a világ egyik vezető csocsóasztal gyártója. A francia csocsószövetség hivatalos asztala ma is ez a típus.

## Mi történt a tengerentúlon, az USA-ban?
A csocsó eredete témakör nem lehetne teljes az amerikai csocsó története nélkül. Az angol vonal kapcsán érintőlegesen már említettem az amerikait is, ami igazából a történelem egyes elemeinek az összeollózásából áll össze, és főként európai országokhoz köthető. Először is, kanyarodjunk vissza egy picit Searles Thorntonhoz, jobban mondva a nagybátyjához, Louis P. Thorntonhoz, aki az Egyesült Államokba vitte ki Harold ötletét. Ehhez 1927-ben szerezte meg a helyi szabadalmi engedélyeket, azonban Amerikában ekkor még nem vált népszerűvé a csocsó. Ellenben ez az asztalváltozat csak kisebb eltéréseket mutat a manapság elterjedt, modern asztalokhoz képest.

###### A Theron N. Slosson féle szabadalom
1933-ban a chicagói Theron N. Slosson jegyezte be az első amerikai csocsóasztal szabadalmat, Slosson asztal néven, amit onnan tudunk, hogy a szabadalmi rajzok a mai napig elérhetők. A következő asztalt 1941-ben, majd 1969-ben építették. Ezek mind európai szabványok, sajátos módosításokkal, és a már említett Lawrence Patterson nevéhez köthetők, aki Deutsche Meistereket importált az USA-ba. A sportágat végül 1962-ben sikerült meghonosítani, és innentől számítva kezdett el terjedni az Amerikai Egyesült Államokban a sport, ami a csúcspontját a hetvenes évek végén érte el.

###### Balra: top játékosok (jobb oldalt Todd Loffredo, aki a mai napig aktív); középen: 1976-os kiírás; jobbra: egy döntő a 70-es évekből.
A 70-es 80-as években Amerika csocsólázban égett. Ha nem tudnátok elképzelni, hogy ez hogyan nézett ki abban az időben, itt van néhány tényadat az akkori versenyekről:
- minimum 20 000 dollár összdíjazású versenyeket szerveztek, melyeket tízezres tömegek követtek
- a pénznyereményen túl alkalmanként egy Porsche-t vagy egy Corvette-t is kisorsoltak egy versenyen
- az egyik legnagyobb – 250 ezer dollár összdíjazású – versenysorozatot 32 városban szervezte egy montanai bártulajdonos és lelkes csocsójátékos, E. Lee Peppard, aki saját asztalt is gyártatott, Tournament Soccer Table néven
- a csocsó akkori csúcspontja talán az 1978-as Nemzetközi Tournament Soccer Bajnokság (ITSC) volt, melynek összdíjazása elérte az 1 millió dollárt
- nem utolsó sorban film is készült a csocsóról, „Longshot” címmel, az egész estés film 1981-ben debütált, melyet Los Angeles-ben forgattak. Azóta több film is készült a sportágról, többek között a 2019-es Foosballers, ami a jelenlegi sztárokat mutatja be

Az első hamisítatlan, teljes mértékben amerikai csocsóasztalt, a Tornado-t, 1971-ben Bob Hayes és Bob Furr tervezte meg és gyártatta le. Ezt a típust, illetve ennek egy módosított változatát, a T3000-est, használja napjainkban is az amerikai csocsószövetség .

## A csocsó eredete: Magyarország
Kérdezgettem a családom tagjait, hogy az ő idejükből mire emlékeznek, mennyire volt elterjedt hazánkban a csocsó. Nagyapám katona volt, és ő említette, hogy a hadseregben voltak már a rendszerváltás előtt is asztalok, hogy a laktanyában állomásozó, szolgálatukat éppen nem teljesítő honvédeknek legyen mivel elütniük az idejüket. Ezt édesapám korosztálya is megerősítette, hogy az ő idejükben is voltak itthon asztalok. Valahogy egyik beszélgetésből sem az jött le, hogy elképesztő népszerűségnek örvendett volna a tevékenység, arról pedig, hogy hazai fejlesztésű asztal valaha elterjedt volna – leszámítva a rövid életű Sardi versenyasztalt a 2000-es évek közepén -, senki nem hallott.

###### Talán cseh gyártmányú asztal a 80-as évekből
A rendszerváltás után változott a helyzet. Eleinte talán cseh gyártmányú, a 70-es, 80-as évekből származó, eredetileg 2 Ft-ossal működő – aztán a kocsmatulajdonosok által gyorsan megemelt – zsetonos, kerek lábú bábukkal szerelt asztalokat lehetett látni, amiken még nagyban eltért a játék a ma megszokottól. Aztán a 90-es években, különösen annak a második felében, letarolták az országot az olasz asztalok, a Sardi, a Fas és a Garlando modelljei. Különösen ez utóbbi gyártó Olympic – magyarosan Olimpia, legalábbis a köznyelvben mindenki így hívja -, illetve az újabb Olympic Silver variánsai terjedtek el. Ezek a mai napig tartják magukat a szórakozóhelyeken. Magyarország versenyasztala is a Garlando lett, a 2000-es évek elején Garlando Maracanakon, majd 2005-től kezdve Garlando WM-eken folyt a játék, nagyjából 2012-ig.
Volt még egy kitérője a magyar csocsónak a Sardi asztalgyártó felé, valamikor 2006 és 2009 között. A történet lényege nagyjából annyi, hogy a Novoparts Kft., az asztalok magyarországi forgalmazója, megkereste az akkori szövetséget, hogy pénzzel és asztalfejlesztéssel támogatná a sportágat. Egy Garlando alapokra épülő, új versenyasztal lett a fejlesztés sokadik iterációjának – amiből egy párat élőben láttam még annak idején – végeredménye: ez a Sardi Sport. Pár országos versenyt is rendeztek rajta Novoparts Open néven, de nem volt igazán sikeres a kezdeményezés. Sajnos finoman szólva sem váltotta be a hozzá fűzött reményeket, a minősége csapnivaló volt, a játékosok nem szerették, és igazából nem volt olyan nagy különbség a Garlando és a Sardi asztalai között, így nem tekinthető érdemi előrelépésnek a dolog.

###### Magyarországi hivatalos versenyasztala: Leonhart Pro Tournament
2012 környékén váltott nemzetünk asztalt, és „rendszeresítette” a német Leonhart Pro Tournamentet, ami magasabb játékminőséget és precízebb játékot tesz lehetővé. A kocsmákat továbbra is uralják a Garlando Olimpiák – illetve a FAS és Sardi modelljei a kevésbé hozzáértő közegben -, de elvétve bele lehet futni Leonhartokba, illetve a budapesti Kiskörutat egy időben ellepték a Roberto Sportok, amik szintén egy olasz gyártó termékei. A környező országokban pedig ott van a Rosengart – Szlovákia, Csehország -, amire érdemes egy pillantást vetnetek, ha olyan helyen jártok, ahol ez hozzáférhető. Tornado – amerikai -, Bonzini – francia – vagy éppen Jupiter – belga – asztal itthon ritka mint a fehér holló, de magánembereknél – jellemzően versenyzőknél – azért előfordul 1-1 darab, ahogyan magánkézben van hazánkban Fireball és több Ullrich-Sport – a német P4P szervezethez köthető – csocsóasztal is. Ezekről az asztalokról mind lesz részletesebb leírás a csocso.eu blogján, érdemes oda néha visszanéznetek.

## Játékmenet és szabályok
A játék elkezdéséhez egyszerűen be kell dobni a labdát az asztal oldalán található lyukon (ezt teszik általában szórakozóhelyeken, kocsmákban található asztaloknál), vagy kézzel is behelyezhetjük a labdát az egyik középső soron lévő bábu (játékos) lába alá (ezt szokták tenni a versenyasztaloknál).
A játék célja, hogy a fém rudakhoz erősített bábukkal az ellenfél kapujába juttassuk a labdát. Tapasztaltabb játékosok akár 56 km/h-s sebességre is gyorsíthatják a labdát, a világrekord azonban ennél jóval több: 177 km/h. Mint minden sport, a csocsó is rengeteg szabállyal rendelkezik, részletesen erre a linkre kattintva lehet elolvasni őket. Ezek a hivatalos versenyeken alkalmazott szabályok.
Néhány alapvető szabályt illik ismerni, még mielőtt játszanánk szórakozóhelyeken, kocsmákban. A szabályok tiltják a 360 foknál nagyobb forgatást, vagyis a „pörgetést”, de az egy teljes kört leíró fordítással történő lövések engedélyezettek.
A másik fontos szabály a kezdésre vonatkozik. Itt megegyezés alapján az ellenfelek eldönthetik, hogy a labdának a bedobás után a szemközti falat kell elérnie a szerezni kívánt gól előtt, vagy az a csapat/játékos kezd, aki a gólt kapta. Amennyiben ez lesz a kezdő labda, az ellenfelek megegyeznek, vagy pénzérme feldobásával eldöntik a kezdés jogát.
A játékot az nyeri, aki előbb elérte az előre meghatározott gólszámot. Ez versenyeken 5 gól, de nem egyetlen játszma dönti el, hogy ki a nyertes (5 mérkőzésből 3, ill. 3-ból 2). Kocsmákban változó: a nyertes csapatnak – ha az asztalnál marad – fogadnia kell a kihívásokat. Amennyiben a kihívó fél eléri az 5 gólt, megnyerte a játszmát, valamint ha az eddigi nyertes csapat eléri a 6 gólt, ismét győzött (ezekben az asztalokban 10 labda található).
Mivel napjainkban előfordul, hogy a játékosok úgy szereznek gólt, hogy a labda a kapuból visszapattan, ezért a szabályokat úgy módosítják, hogy a kihívott csapatnak min. 2 gól előnnyel kell nyernie, ami normális esetben 6-4.
A játék fejlődése során a játékosok többféle módszert fejlesztettek ki a gólok megszerzésére, ezek közül a legelterjedtebbek a Snake shot, Pin shot, Pull shot és a Push shot.
Különböző méretű asztalok léteznek; a szabvány méret a 120 cm hosszú és 61 cm széles asztal. Általában 8 sornyi bábu található. A bábuk készülhetnek műanyagból, fémből, fából, és néha akár szénszálas anyagból is. A bábuk a már említett fém rudakhoz vannak erősítve (ez asztaltípusonként változik). A csapat állhat 1 vagy 2 emberből, akik a 4 sornyi játékost irányíthatják.
A megállapodás szerint, balról jobbra haladva a sorok:
| 1. sor | Saját kapus            | 1 bábu (néha 2 vagy 3) |
| 2. sor | Saját hátvédek         | 2 bábu (néha 3)        |
| 3. sor | Ellenfél támadósora    | 3 bábu (néha 2)        |
| 4. sor | Saját középpályások    | 5 bábu (néha 4 vagy 6) |
| 5. sor | Ellenfél középpályásai | 5 bábu (néha 4 vagy 6) |
| 6. sor | Saját támadósor        | 3 bábu (néha 2)        |
| 7. sor | Ellenfél hátvédjei     | 2 bábu (néha 3)        |
| 8. sor | Ellenfél kapusa        | 1 bábu (néha 2 vagy 3) |

A játék játszható párban is: négy ember, mindkét oldalon kettő-kettő, így a páros egyik fele irányítja a hátsó két sort a védelmet alkotva, míg a másik a két első sort irányítva alkotja a támadó szerepet.
A profi játékosok segédeszközöket is használnak, amelyekre szigorú szabályok vonatkoznak. A segédeszközök a felgyorsult játékhoz való alkalmazkodást segítik elő. Ezek főként a kéz tapadását biztosítják a játékkarokhoz, elősegítve a pontosabb lövéseket, és megakadályozva a kellemetlen pillanatok kialakulását, amikor a kézfej lecsúszik a karokról.

## Versenyek
A nagyobb versenyeken (3-4 nap) akár több kategóriában lehetséges a nevezés, a nyílt páros, nyílt egyéni, kezdő/rookie páros, vegyes páros, női páros, női egyéni, limitált, pro-am, kapusharc, csatárlövés vagy akár a kétlabdás az, amit többnyire megtalálhatunk a számok között.